# 177866 Barrau
177866 Barrau este o planetă minoră (asteroid), cu un diametru de 3,784 km, din centura de asteroizi. A fost descoperită pe 28 august 2005 la Jura-Observatorium⁠(d) de Michel Ory⁠(d). 
Obiectul prezintă o orbită caracterizată de o semiaxă mare de 2,77612316942 UAi, o excentricitate de 0,026086561808858, o înclinație de 3,5475226478031 ° în raport cu ecliptica.